# M15/42
L'M15/42, indicato meno spesso come M.42, è stato un carro armato medio progettato e prodotto dal Regno d'Italia nel pieno della seconda guerra mondiale.
Nel luglio 1942, per rimediare alle carenze manifestate dai carri medi allora in servizio, iniziò lo sviluppo di un veicolo meglio armato e con apparato motore a benzina più efficiente. Nel marzo 1943 il prototipo dell'M15/42 fu avviato alla produzione che totalizzò circa ottanta esemplari: armato con un cannone da 47 mm derivato dal 47/32 Mod. 1935 ma con una corazzatura inadatta per metodo costruttivo e di modesto spessore, l'M15/42 era un mezzo che all'entrata in servizio risultava già obsoleto e fu utilizzato dal Regio Esercito solo negli scontri di Roma. La fabbricazione, interrotta a causa degli eventi conseguenti l'armistizio di Cassibile del 3 settembre, riprese tuttavia per conto della Germania nazista e della Repubblica Sociale Italiana, che adoperarono il carro fino al termine della seconda guerra mondiale.
Sullo scafo dell'M15/42 furono basati due tipi di carri comando, un semovente antiaereo rimasto allo stadio di prototipo e il semovente d'artiglieria Ansaldo 105/25 M.43, che si rivelò uno dei veicoli corazzati meglio concepiti dal Regno d'Italia nel corso del conflitto.

## Storia

### Sviluppo
Nel dicembre 1940 il Regno d'Italia aveva iniziato lo sviluppo di un carro armato pesante che nelle intenzioni sarebbe presto stato distribuito; tuttavia ciò non accadde e dunque divenne necessario cercare una qualche soluzione per rendere più competitivi i carri armati medi M13/40, o almeno di rimediare al modesto gettito di unità consegnate al mese. Nel corso dell'inverno 1940-1941 i vertici del Regio Esercito condussero lunghe e infruttuose trattative con l'alleata Germania nazista perché cedesse 800 carri armati francesi di preda bellica. Nel giugno successivo si ipotizzò di produrre su licenza il Panzer III, ma i tedeschi posero tali condizioni (avrebbero fornito metà dei materiali, le ottiche e le armi) che il progetto decadde: ciò avvenne anche a causa della forte competizione all'interno del consorzio FIAT-Ansaldo e l'assicurazione che il carro pesante, più semplice e meno costoso da fabbricare, sarebbe stato operativo per l'inizio dell'anno successivo. Nel febbraio 1942 la Germania propose la produzione su licenza del Panzer IV che però già in primavera fu declinata dall'Italia.
Vista la lunga gestazione del carro pesante e il trascinarsi senza successo delle trattative con i tedeschi, il Regio Esercito si trovò costretto nell'estate 1941 a potenziare gli M13/40 per fronteggiare i sempre più numerosi e avanzati blindati schierati dall'Impero britannico nel deserto occidentale; nacque una prima versione migliorata, l'M14/41. Nel luglio 1942 la squadra tecnica diretta dall'ingegnere Giuseppe Rosini riprese in esame l'M14/41 concentrando gli sforzi sui due grandi punti critici del mezzo, l'apparato propulsore e l'armamento. Fin dal 1940 era stato progettato e costruito un modello migliorato del cannone 47/32 Mod. 1935 a 47 mm con la canna allungata a 40 calibri, la cui entrata in servizio era stata però ostacolata da problemi riscontrati nella messa a punto e nella produzione delle nuove granate. Un M14/41 fu armato con il nuovo pezzo e funse da base per ulteriori miglioramenti del veicolo, che fu dotato di un motore a benzina e modificato sia in relazione alle esperienze maturate con il carro armato celere sahariano, sia in base ai rapporti degli equipaggi che avevano combattuto in Nordafrica.
Il prototipo ottenuto fu sperimentato dal dicembre 1942 al marzo 1943; non appena terminati i collaudi, il nuovo carro fu subito avviato alla produzione in serie con la designazione ufficiale di "M15/42", talvolta scritta come "M.42".

### Produzione
Già nell'ottobre 1942, prima che iniziassero le prove, il Regio Esercito aveva ordinato 280 esemplari dell'M15/42. I piani di produzione prevedevano inoltre di bloccare la linea d'assemblaggio dell'M14/41 e di affrettare lo sviluppo del carro armato pesante P26/40. Le direttive cambiarono però nel marzo 1943, al momento dell'immatricolazione dell'M15: l'esercito si era orientato alla fabbricazione massiccia di semoventi e dunque ridusse l'ordine a 220 unità, che cominciarono a essere prodotte dal luglio 1943.
Esistono dati discordanti sul numero di M15/42 completati. Una fonte fa oscillare il totale tra i 112 e i 248 esemplari; un'altra riporta che prima dell'armistizio dell'8 settembre furono forse prodotti tra i 190 e i 220 carri, seguiti da ulteriori 287 ordinati dall'occupante tedesco: specifica però che quest'ultimo dato rappresenta per lo più scafi di M15 riadattati a semoventi. Altri affermano che furono fabbricate e consegnate circa 200 unità, mentre una quarta fonte parla di solo ottantadue esemplari completati, citando probabilmente solo quelli che furono immatricolati dal Regio Esercito. Uno studio apposito, steso dall'esperto Davide Guglielmi e apparso nella rivista bimestrale Storia Militare, parla di 124 esemplari catturati dalle forze armate tedesche e di ulteriori ventotto costruiti durante il 1944. Il totale, dunque, ammonterebbe a 152 unità.
La pubblicazione numero 6 del 2013 ha fornito statistiche di produzione diverse, basate su un documento originale dell'Ansaldo. Oltre al prototipo risalente al 1941, sono riportati 103 veicoli assemblati nel 1942 e trentasei nel primo trimestre del 1943, più ottanta previsti sino al 31 dicembre 1943; tuttavia non è noto se quest'ultima quota fu raggiunta. Il numero, inoltre, non cita alcun M15 prodotto posteriormente alla capitolazione italiana.
La produzione fu effettuata dal consorzio FIAT-Ansaldo.

### Impiego operativo
Il Regio Esercito fece in tempo a immettere in servizio ottantadue carri M15/42 che distribuì all'arma della cavalleria e dei carristi senza costituire grandi unità, vista la poco numerosa produzione. La gran parte andò in carico alla 135ª Divisione cavalleria corazzata "Ariete": ciascuno dei tre Gruppi misti componenti il Reggimento corazzato "Vittorio Emanuele II", facente parte della divisione, doveva avere uno squadrone su venticinque M15/42 (gli altri due erano dotati di semoventi da 75/18) e il 10º Squadrone di riserva su dieci carri. Alcune altre formazioni furono equipaggiate con gli M15: il XVIII e il XIX battaglione ebbero ognuno una compagnia su venti carri; il X Gruppo, costituito il 1º agosto 1943 per completare l'organico del Reggimento corazzato "Vittorio Emanuele II", non ebbe più di dodici M15/42; ulteriori cinque veicoli trasformati in carri comando formavano il Plotone Carri Centro Radio della 135ª Divisione corazzata. Infine un numero imprecisato di mezzi era in deposito presso il 33º Reggimento carri.
La 135ª Divisione corazzata adoperò gli M15/42 durante la disorganizzata difesa di Roma (8-10 settembre 1943), nel contesto dell'invasione tedesca dell'Italia a seguito della firma dell'armistizio, con risultati sembra modesti. Un'aliquota di carri fu impiegata dalle forze armate della Repubblica Sociale Italiana così come da varie unità tedesche negli ultimi anni di guerra, dentro e fuori la penisola. Alla fine del secondo conflitto mondiale, diversi M15/42 furono riutilizzati dai reparti del neocostituito Esercito Italiano e dalla Polizia di Stato fino ai primi anni cinquanta.

## Tecnica

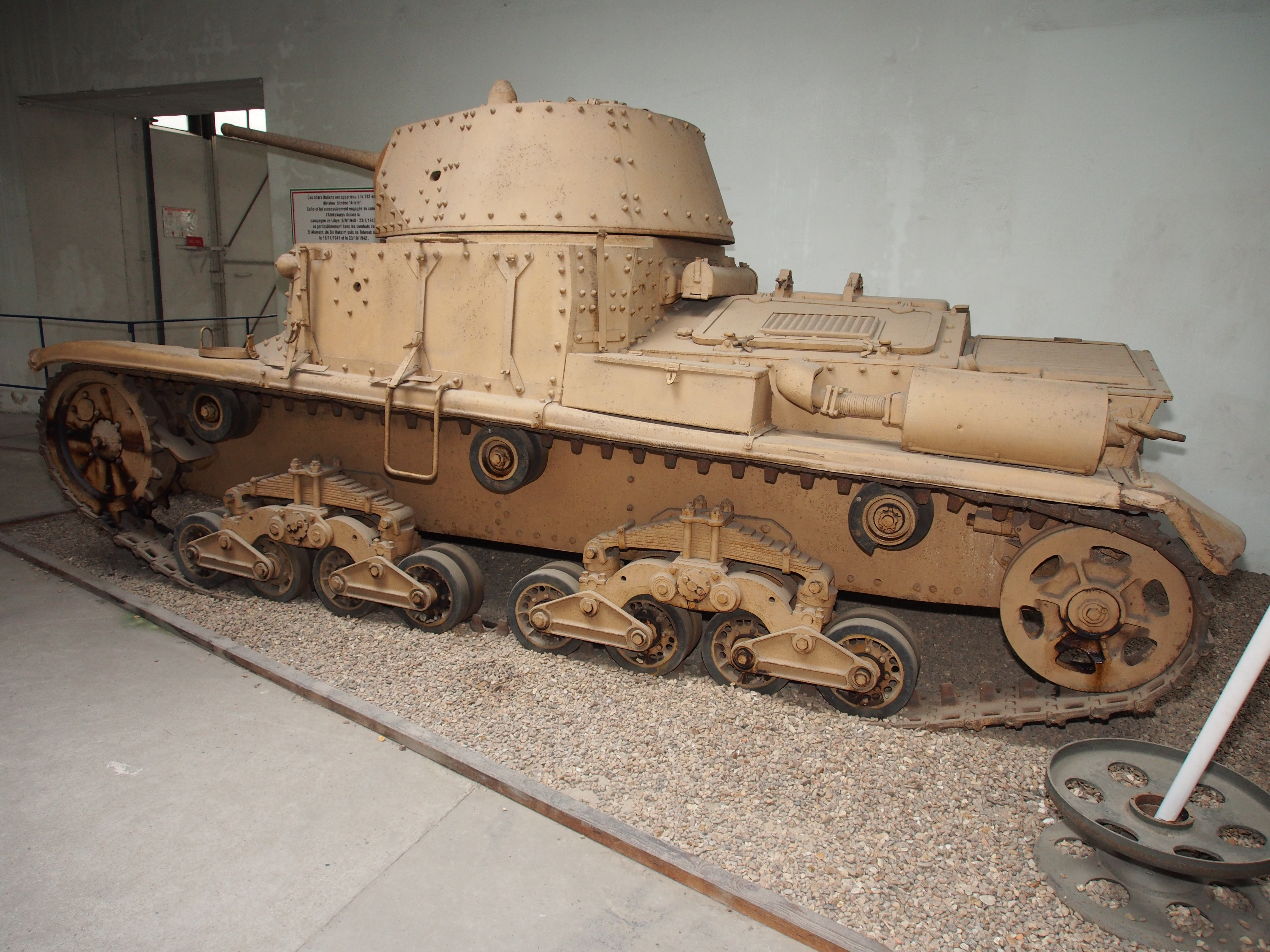
Vista laterale dell'M15/42 esposto al Musée des Blindés di Saumur (Francia), che permette di apprezzare il treno di rotolamento, le rastrelliere e l'incamiciatura della marmitta

L'M15/42 si basava sullo scafo dell'M14/41: la parte posteriore fu riprogettata e fu allungato di 15 cm per permettere l'installazione di un nuovo motore, ovvero il FIAT-SPA 15TB M.42 con cilindrata da 12 litri. L'apparato non era più diesel poiché le scorte di gasolio erano in costante diminuzione, bensì era alimentato a benzina; era a 8 cilindri disposti a V e sviluppava una potenza di 170 hp (190 hp al banco di prova). Furono aggiunte quindi una nuova trasmissione e un cambio manuale con otto marce avanti e due retromarce. Il serbatoio principale conteneva 367 litri di carburante ed era presente un serbatoio di riserva con ulteriori 40 litri; l'autonomia risultava essere di 220 chilometri su strada alla velocità di 38 km/h e scendeva a 130 chilometri/dieci ore su terra alla velocità di 20 km/h. La meccanica rimase identica. Ogni lato poggiava su otto ruote portanti, accoppiate due a due da elementi orizzontali; ogni coppia era agganciata a un braccio piegato ad arco, vincolato all'altra estremità a un bilanciere unito allo scafo da un perno. Sopra ogni coppia di bracci era quindi assicurata una sospensione a balestra semiellittica, a essi collegata mediante maglie e due boccole. Il treno di rotolamento era completato da tre rulli superiori, dalla ruota di rinvio posteriore e dalla ruota motrice anteriore. L'incrementata lunghezza dello scafo consigliò l'adozione di cingoli più lunghi con ottantasei maglie e larghi 260 mm. Questo sistema non fu tuttavia aggiornato in relazione al nuovo motore e dunque i cingoli tendevano a uscire dal posto durante la marcia a velocità sostenuta: dopo le prime consegne furono aggiunti quattro grandi denti nella gola della ruota motrice per risolvere l'inconveniente.

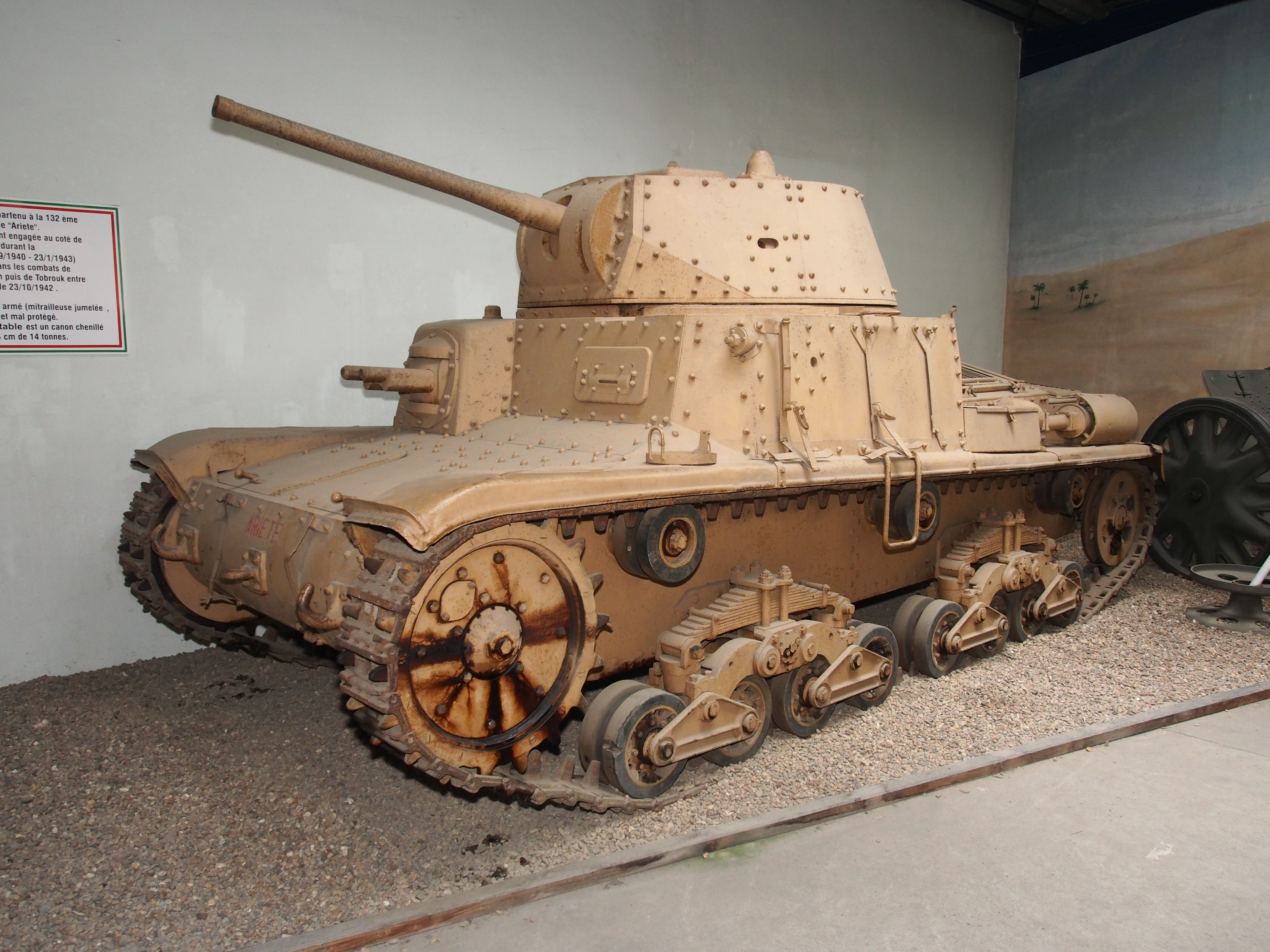
Lo stesso M15/42 di Saumur, vista di tre quarti frontale: si notano la coppia di mitragliatrici Breda Mod. 38 in casamatta e il cannone da 47/40

Scafo e sovrastruttura furono oggetto di alcune modifiche marginali: il primo era stato dotato di quattro aperture circolari, due posteriori e una su ogni fianco. Il portello d'accesso dell'equipaggio fu spostato sul lato destro della sovrastruttura, la protezione corazzata delle mitragliatrici in casamatta fu meglio progettata, le due marmitte (una a sinistra e una a destra dello scafo) ebbero ciascuna uno scudo termico corazzato. Man mano che la produzione procedeva le due rastrelliere porta-taniche sul muso dello scafo (ereditate dagli ultimi lotti di M14/41) furono integrate con altre cinque poste sui fianchi della sovrastruttura e sul retro dello scafo fu installata una cassetta contenente fumogeni. Infine fu rimossa la mitragliatrice Breda Mod. 38 da 8 mm contraerea, tenuta nello scafo quando non utilizzata. La corazzatura rivettata dello scafo era spessa 42 mm sul frontale e arrotondata, 25 mm sui fianchi e sul retro verticali, 6 mm orizzontali sul fondo; la corazzatura rivettata della sovrastruttura era spessa 42 mm sul lato anteriore ed era inclinata a 11° rispetto alla verticale, 25 mm su fianchi (9°) e retro (20°), 14 mm sul tetto orizzontale.

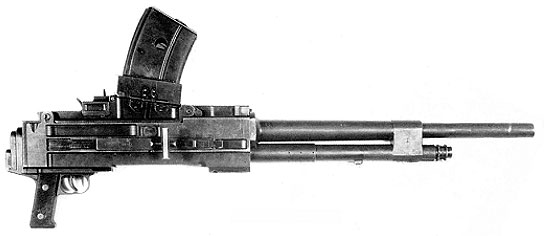
La mitragliatrice da carro armato Breda Mod. 38, camerata per la cartuccia 8 × 59 mm RB Breda e largamente impiegata dal Regio Esercito

L'M15/42 era caratterizzato dal nuovo armamento in torretta, il pezzo 47/40 Mod. 1938 da 47 mm lungo 40 calibri, con superiore velocità iniziale, traiettoria più tesa e gittata maggiore a confronto del precedente cannone pari calibro 47/32 Mod. 1935. La principale granata in dotazione era il modello EP ("effetto pronto"), ovvero una carica cava che raggiungeva 900 m/s: era capace di perforare una corazza spessa 112 mm da 100 metri, spessa 60 mm da 500 metri, 43 mm da 1 000 metri e 24 mm da 2 000 metri. Furono anche fornite granate EPS (stante per "effetto pronto speciale", ovvero proietti HESH) che battevano corazzature spesse 115 mm a prescindere dalla distanza del bersaglio preso di mira. L'armamento di bordo era completato da due mitragliatrici Breda Mod. 38 in casamatta e da una terza Breda Mod. 38 coassiale al cannone, la qual'ultima poteva essere rimossa dal proprio affusto e impiegata in funzione antiaerea. La riserva caricabile ammontava a 111 granate per il cannone e 2 640 cartucce per le mitragliatrici. La torretta aveva una corazzatura frontale spessa 45 mm (16°) e il mantelletto stondato era spesso 50 mm; lati e retro erano spessi 42 mm (22°) e il tetto orizzontale 15 mm. Sui due lati era stato ricavato un grosso foro circolare utile a impiegare armi portatili dall'interno. Il brandeggio della torre era ottenuto mediante un sistema oleodinamico e copriva tutto l'orizzonte; l'alzo del cannone era manuale e andava da -10° a + 20°.
L'equipaggio contava quattro persone: il capocarro sedeva in torretta assieme al cannoniere/caricatore; il pilota trovava posto nello scafo a sinistra e alla sua destra rimaneva il mitragliere. Nel complesso l'M15/42 pesava 15,5 tonnellate. Era lungo 5,09 metri ma sia l'altezza (2,37 metri), sia la larghezza (2,28 metri) rimasero quelle dei predecessori M14/41 ed M13/40; la luce libera misurava 41 cm. Il raggio di sterzata era pari a 4,50 metri ed era in grado di superare ostacoli alti fino 0,80 metri, guadi profondi 1 metro e fossati larghi 2 metri.

## Versioni

### M15/42 Carro Contraereo

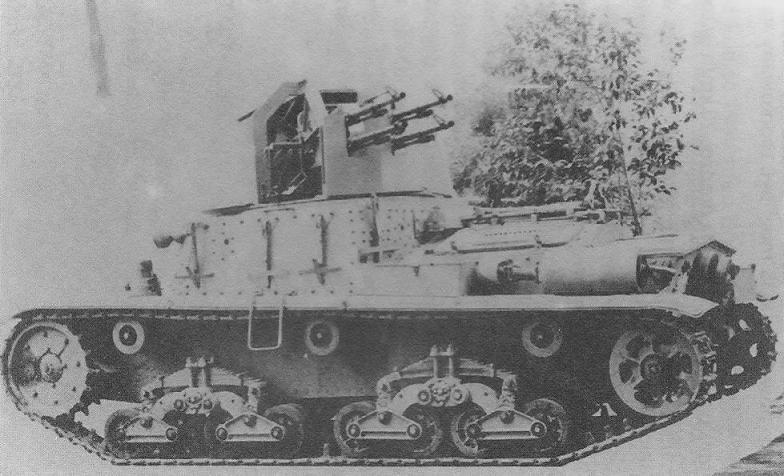
Il modello contraereo dell'M15/42, catturato dai tedeschi

Nel corso del 1942 il Regio Esercito aveva ordinato lo sviluppo di un semovente contraereo da utilizzare nel teatro del Nordafrica e capace di assicurare una certa protezione alle colonne meccanizzate, spesso bersaglio dell'aeronautica britannica senza poter opporre una qualche ragionevole difesa. Per risparmiare tempo e materiali fu preso lo scafo dell'M15/42, da poco progettato: la torretta originale fu rimossa e rimpiazzata con una poligonale ottenuta mediante saldatura, aperta sul cielo, brandeggiabile per 360° e contenente un impianto quadruplo di cannoni da 20 mm Scotti-Isotta-Fraschini 20/70, con alzo compreso tra -5° e +90°; questi pezzi erano stati appositamente modificati perché potessero adoperare nastri a maglie disgreganti con conseguente aumento della celerità di tiro a 600 colpi al minuto per cannone. L'unica altra modifica riguardò la soppressione delle due mitragliatrici Breda Mod. 38 in casamatta, la cui apertura fu coperta da una piastra spessa 42 mm; l'equipaggio scese dunque a tre uomini, due in torretta e il pilota nello scafo. Fu costruito un prototipo che nel gennaio/febbraio 1943 fu presentato e collaudato al Centro Studi Motorizzazione dell'esercito: rispetto all'originale veicolo, il semovente era pesante 14,7 tonnellate, era più alto (2,55 metri) e gestiva pendenze del 60%. A marzo entrò in servizio come "M15/42 Carro Contraereo" e fu dato in carico all'VIII Reggimento Autieri di stanza a Cecchignola a Roma, dove i tedeschi lo trovarono e catturarono. Utilizzato attivamente, nell'aprile 1945 era operativo nel V SS-Freiwilligen-Gebirgskorps, che combatté le ultime battaglie contro l'Armata Rossa in Germania, nella zona di Teupitz.
Una fonte afferma che furono consegnati due prototipi: uno di questi sarebbe stato trasportato in Tunisia, dove fu provato in condizioni di combattimento reali. Rimase sul suolo africano dopo la resa della 1ª Armata italiana e della 5. Panzerarmee avvenuta nel maggio 1943.

### Versioni di comando
L'M15/42 funse da base per la progettazione del "Carro Comando Semovente M42", destinato a servire nei reparti equipaggiati con semoventi. La torretta fu rimossa e l'anello di rotolamento chiuso con una lamiera corazzata spessa 8 mm, nella quale furono ricavati due portelli; sul tetto era montata una Breda Mod. 38 da 8 mm in funzione antiaerea. Le due Breda Mod. 38 in casamatta furono invece sostituite da una singola Breda Mod. 31 da 13,2 mm e nello scafo furono sistemate due radio Magneti Marelli, una RF1 CA e una RF2 CA, e due batterie extra; infine fu installato un telemetro. L'M42 fu prodotto in quarantacinque unità nel 1943. Un piccolo numero fu catturato dalla Germania, che li immise in servizio con la designazione Panzerbefehlswagen M42 772(i): furono impiegati nel teatro di guerra italiano fino al termine delle ostilità.
Un'ulteriore modello era l'"M15/42 Centro Radio", che non disponeva delle mitragliatrici in casamatta per far posto all'apparecchiatura radio supplementare. Non è noto il quantitativo prodotto.

### Ansaldo 105/25 M.43
Verso la fine del 1942 il Regio Esercito fece richiesta di un nuovo tipo di semovente, visti i buoni risultati ottenuti con quelli armati dell'obice 75/18 Mod. 1934/1935; il 2 aprile 1943 venne accettato il prototipo del veicolo proposto dall'Ansaldo. Lo scafo dell'M15/42 era stato privato della torretta, la sovrastruttura era stata ridisegnata a formare una squadrata casamatta con corazzatura frontale di 70 mm. Lo scafo così ottenuto fu denominato "M.43" e in casamatta fu installato un cannone da 105 mm lungo 25 calibri. Il semovente fu prodotto in appena trenta esemplari, la maggior parte dei quali adoperata dalla 135ª Divisione corazzata "Ariete II" nei combattimenti svoltisi a Roma. Altri novantuno furono costruiti dalla RSI e utilizzati anche dai tedeschi con la designazione Sturmgeschütz M43 mit 105/25 853 (i).

## Altri utilizzatori
- Germania

Dopo l'8 settembre 1943 i tedeschi s'impossessarono di novantadue esemplari di M15/42, compresi alcuni carri comando; ordinarono poi altri ventotto M15, consegnati nel 1944. Li ridenominarono Panzerkampfwagen M15/42 738 (i), dotarono ciascuno di una radio RF1 CA e li distribuirono sia a tre distaccamenti corazzati in forza all'esercito regolare, sia alla 22. SS-Freiwilligen-Kavallerie-Division "Maria Theresa", formata per lo più da personale ungherese nell'aprile 1944. Al dicembre 1944 vi erano ancora sessantotto M15 in servizio nell'esercito tedesco. Una fonte riporta invece che la Germania s'appropriò solo di ventotto o al massimo quaranta esemplari. Nel 1944 almeno uno dei carri fu convertito sul campo come veicolo da recupero, montando una gru sullo scafo.

## Esemplari superstiti

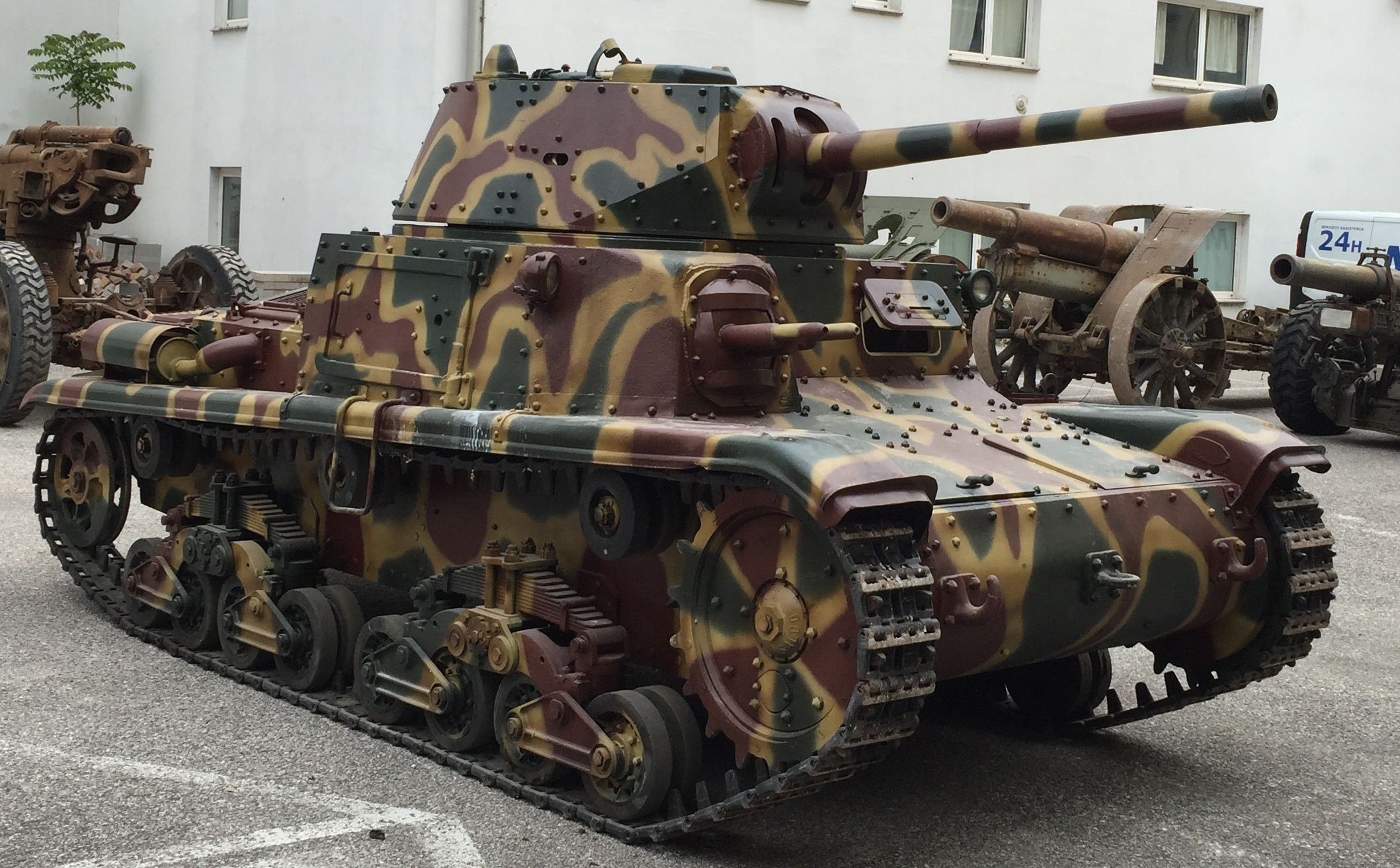
L'esemplare conservato presso il Museo storico italiano della guerra di Rovereto

Sono attualmente conservati quattordici esemplari del carro armato (in neretto quelli meccanicamente funzionanti):
- M15/42 - Musée des Blindés (Saumur, Francia)
- M15/42 (due esemplari) - Museo storico della motorizzazione militare (Roma-Cecchignola)
- M15/42 - Caserma "Ruffo" - Reparto Comando e Supporti tattici "Granatieri di Sardegna" (Roma)
- M15/42 - Caserma "Babini" - 4º Reggimento carri (Bellinzago Novarese)
- M15/42 - Caserma "de Carli" - 132º Reggimento carri (Cordenons)
- M15/42 - Caserma "de Carli" - 132º Reggimento carri (Cordenons)
- M15/42 - Caserma "Paglieri" - Reggimento "Lancieri di Novara" (5º) (Codroipo)[15]
- M15/42 - Caserma "Forgiarini" - 32º Reggimento carri (Tauriano di Spilimbergo)
- M15/42 - Caserma "Zappalà" - Scuola di cavalleria dell'Esercito Italiano (Lecce)
- M15/42 - Collezione privata di Fabio Teméroli (Repubblica di San Marino)
- M15/42 - Vojni Muzej (Kalemegdan-Belgrado, Serbia)[16]
- M15/42 - Museo storico italiano della guerra - Rovereto
- M15/42 Centro Radio -  Caserma "Durli" - Reggimento "Genova Cavalleria" (4º) (Palmanova)
- M15/42 - Bunker Soratte (Sant’Oreste, Roma)